# Damien Magee
Damien Magee, britanski dirkač Formule 1, * 17. november 1945, Belfast, Severna Irska, Združeno Kraljestvo.
Damien Magee je upokojeni britanski dirkač Formule 1. V Svoji karieri je nastopil le na dveh Velikih nagradah Formule 1, Veliki nagradi Švedske v sezoni 1975, kjer je zasedel štirinajsto mesto z več kot dvema krogoma zaostanka, in Veliki nagradi Francije v sezoni 1976, kjer se mu ni uspelo kvalificirati na dirko.

## Popolni rezultati Formule 1
(legenda) (odebeljene dirke pomenijo najboljši štartni položaj, poševne pa najhitrejši krog, †-uvrščen kljub odstopu)
| Leto | Moštvo                     | Šasija        | Motor       | 1   | 2   | 3    | 4   | 5   | 6   | 7      | 8       | 9   | 10  | 11  | 12  | 13  | 14  | 15  | 16  | Prv | Toč |
| ---- | -------------------------- | ------------- | ----------- | --- | --- | ---- | --- | --- | --- | ------ | ------- | --- | --- | --- | --- | --- | --- | --- | --- | --- | --- |
| 1975 | Frank Williams Racing Cars | Williams FW03 | Cosworth V8 | ARG | BRA | JAR  | ŠPA | MON | BEL | ŠVE 14 | NIZ     | FRA | VB  | NEM | AVT | ITA | ZDA |     |     | -   | 0   |
| 1976 | RAM Racing                 | Brabham BT44B | Cosworth V8 | BRA | JAR | ZZDA | ŠPA | BEL | MON | ŠVE    | FRA DNQ | VB  | NEM | AVT | NIZ | ITA | KAN | ZDA | JAP | -   | 0   |